# The Pacifier
The Pacifier (titulada Un canguro superduro en España y Niñera a prueba de balas en Hispanoamérica) es una película de comedia familiar estadounidense de 2005 dirigida por Adam Shankman, escrita por Thomas Lennon y Robert Ben Garant y protagonizada por Vin Diesel. La película fue estrenada en marzo de 2005 por Walt Disney Pictures y recaudó $198 millones en todo el mundo. Tiene un índice de aprobación del 20% en Rotten Tomatoes, que lo calificó como "solo moderadamente divertido".

## Argumento
El teniente Shane Wolfe de la Armada de Estados Unidos está asignado a rescatar a Howard Plummer, un hombre que trabaja en un proyecto gubernamental de alto secreto, secuestrado por un grupo de delincuentes serbios. Shane y su equipo consiguen rescatar a Howard de un barco enemigo operado por los serbios. Sin embargo, mientras aborda el helicóptero para escapar, el equipo es atacado por el enemigo, provocando que como resultado logre asesinar a Howard y deje a Shane malherido, pasando dos meses en el hospital.
El oficial al mando de Shane, el capitán Bill Fawcett, está asignado para acompañar a la viuda de Howard, Julie, a Zúrich, Suiza, donde se ha descubierto la caja de seguridad de los Plummer. A Shane se le asigna quedarse en la residencia Plummer en Bethesda, Maryland, para buscar el proyecto secreto llamado GHOST y cuidar a los cinco hijos de la familia: Zoe, Seth, Lulu, Peter y el bebé Tyler. Los niños demuestran ser difíciles de manejar, incluso con la ayuda de la niñera Helga, quien se rinde cuando una de las bromas de Zoe y Seth destinadas a Shane sale mal. Shane defiende a los niños de unos delincuentes cuando intentan asaltar la casa y finalmente, comienza a descubrir los problemas de los niños y resolverlos, ganándose su confianza.
Más tarde, Zoe termina reprobada de su clase de manejo al chocar el auto del instructor, debido a un ataque de pánico al ver una abeja y el subdirector de la escuela y entrenador del equipo de lucha libre, Duane Murney, informa a Shane que Seth se ha cortado y decolorado el cabello, tiene un brazalete nazi en su casillero y se ha saltado todas las prácticas de lucha durante un mes. En casa, Seth le dice a Shane que solo se unió al equipo de lucha debido a la sugerencia de su padre. Después de que Seth se escabulle fuera de la casa, Shane lo sigue al teatro de la ciudad, donde se entera de que Seth se ha unido en secreto a una producción amateur de The Sound of Music. El director del musical renuncia porque cree que el espectáculo será un fracaso y Shane se ofrece como voluntario para hacerse cargo del espectáculo, cuidar la casa, dar lecciones de manejo a Zoe y enseñar a Lulu y sus compañeras de las Scouts Luciérnagas artes marciales para defenderse contra los boy scouts rivales.
Cuando Seth abandona el equipo de lucha, Shane desafía a Murney a un combate de lucha frente a toda la escuela, que gana fácilmente a pesar de la demostración de fanfarria de Murney. Las Scouts Lucirnagas utilizan la habilidad que Shane enseñó para vencer a los boy scouts rivales en la entrada de un supermercado. Esa noche, Zoe y Shane comparten historias de sus padres, ambos murieron en circunstancias similares. Luego son interrumpidos por una llamada telefónica de Julie, diciéndoles que después de descifrar la contraseña de la caja, recuperó una llave que estaba en la caja de seguridad de su esposo en Suiza y se dirige a casa. Los niños inmediatamente planean una fiesta de "Bienvenida a casa" para recibir a Julie. Durante la noche, Shane descubre una bóveda secreta debajo del garaje, que requiere una llave para abrir. Cuando Bill y Julie llegan a casa, van al garaje, donde Wolfe dice que está replanteando su carrera. Al rato, dos ninjas armados llegan a la casa y se quitan las máscaras, revelándose como los Chun, los vecinos norcoreanos de los Plummer. Bill de repente golpea a Shane dejándolo inconsciente, revelándose que es un agente doble y que fue el asesino de Howard. El Sr. Chun llega y vigila a los niños mientras Bill y la Sra. Chun llevan a Julie a la bóveda. Al llegar, logran abrir la puerta, pero el sofisticado sistema de seguridad instalado por Howard les impide proceder.
Más adelante, los niños escapan y despiertan a Shane, quien envía a los niños a buscar a la policía mientras él va a la bóveda para ayudar a Julie. El Sr. Chun los persigue en su auto y con Zoe al volante, los niños lo obligan a estrellarse en un concesionario de autos tras lanzarle un pañal sucio en el vidrio panorámico del Sr Chun, luego de perder el control de su auto. Mientras tanto, Shane pasa el sistema de seguridad usando el baile que Howard solía hacer dormir a Peter cada noche, Julie golpea a la Sra Chun y Shane lucha contra Bill quien agarra una pistola para matarlo y Shane usa su voz para abrir la caja fuerte donde estaba escondido el programa GHOST. Para entonces, los niños han atraído a varias patrullas de policía a la casa. Al rato, el Sr. Chun llega y los detiene a todos con un fusil exigiendo la entrega del GHOST. Luego, Shane se da cuenta de que la directora de la escuela, quien además es su interés amoroso Claire Fletcher está justo detrás de él, después de haber seguido la persecución cuando vio a Zoe pasar por la escuela. Shane distrae al Sr. Chun con la ayuda del pato Gary mordiéndolo en su entrepierna, y Claire pelea con él hasta dejarlo inmovilizado.
Con Bill y los Chun arrestados, Shane y los Plummer antes de despedirse, van a la obra teatral de Seth y Claire se besa con Shane. En el desempeño de Seth, se revela que Shane se retiró de la Marina y se unió al personal de la escuela como el nuevo entrenador de lucha libre. Murney, vestido como monja, también se presenta en la obra, cantando "Climb Ev'ry Mountain" fuera de tono.

## Reparto
- Vin Diesel como El teniente Shane Wolfe, SEAL de la Armada de Guerra de Estados Unidos.
- Brittany Snow como Zoe Plummer, la mayor de los niños; ella es una estudiante de secundaria de diecisiete años en la escuela pública de Chesapeake Heights y una típica adolescente animadora.
- Max Thieriot como Seth Plummer, el segundo hijo mayor. Él es un estudiante de secundaria de quince años en la escuela pública de Chesapeake Heights y es un adolescente hosco.
- Lauren Graham como Claire Fletcher, la directora de la escuela infantil de los Plummer, anteriormente en la Marina.
- Chris Potter como el Capitán Bill Fawcett, el oficial al mando de Wolfe, quien luego se revela como un agente doble que trabaja con los Chuns y asesino de Howard.
- Morgan York como Lulu Plummer, la niña del medio y tiene once años. Es una estudiante de quinto grado en la escuela primaria.
- Kegan y Logan Hoover como Peter Plummer, el segundo más joven; Él tiene tres años y sólo puede irse a dormir cuando alguien le canta la canción "Peter Panda".
- Bo y Luke Vink como el bebé Tyler Plummer, el menor de los niños; un bebé de siete meses.
- Carol Kane como Helga, la niñera checa de los niños.
- Faith Ford como Julie Plummer, madre de los niños.
- Brad Garrett como vicedirector Dwayne Murney, el subdirector de la escuela y entrenador de lucha libre.
- Tate Donovan como Howard Plummer, un científico que desarrolla el "Ghost".
- Denis Akiyama y Mung-Ling Tsui como el Sr. y la Sra. Chun, los vecinos de al lado de los Plummer, quienes luego fueron revelados como espías de Corea del Norte en busca del "Ghost".
- Scott Thompson como el director de la obra The Sound of Music.

## Banda sonora
- "Everyday Super Hero"
- "The Good, The Bad and The Ugly"
- "Skip to My Lou"
- "Saturday Night"
- "Sixteen Going on Seventeen"
- "We Will Rock You"
- "The Anthem"
- "The Power"
- "Sound Off (Duckworth Chant)"
- "The Sound of Music"
- "Climb Every Mountain"